# Literaturjahr 2007
Liste der Literaturjahre

◄◄ | ◄ | 2003 | 2004 | 2005 | 2006 | Literaturjahr 2007 | 2008 | 2009 | 2010 | 2011 | ► | ►►

Weitere Ereignisse

## Ereignisse
- 18. Januar: Über 300 Jahre nach Auflösung der ersten Fruchtbringenden Gesellschaft wird in Köthen die Neue Fruchtbringende Gesellschaft zu Köthen/Anhalt e. V. – Vereinigung zur Pflege der deutschen Sprache gegründet.
- 22.–25. März: Leipziger Buchmesse
- 10.–14. Oktober: Frankfurter Buchmesse, Gastland Katalonien

## Geburts- und Gedenktage
- 03. Februar: 100. Geburtstag von James A. Michener, US-amerikanischer Schriftsteller († 1997)
- 18. Februar: 200. Geburtstag von Sophie von La Roche, deutsche Schriftstellerin († 1730)
- 21. Februar: 100. Geburtstag von W. H. Auden, britischer Schriftsteller († 1973)
- 27. Februar: 400. Geburtstag von Christian Keimann, deutscher Dichter († 1662)
- 22. April: 300. Geburtstag von Henry Fielding, britischer Schriftsteller († 1754)
- 18. September: 100. Todestag von Ernest Blum, französischer Schriftsteller (* 1836)
- 01. November: 400. Geburtstag von Georg Philipp Harsdörffer, deutscher Dichter († 1658)
- 01. November: 100. Todestag von Alfred Jarry, französischer Schriftsteller (* 1873)
- 14. November: 100. Geburtstag von Astrid Lindgren, schwedische Schriftstellerin († 2002)

## Neuerscheinungen
Belletristik
- Alle sterben, auch die Löffelstöre – Kathrin Aehnlich
- Amokspiel – Sebastian Fitzek
- Am Strand – Ian McEwan
- Anansi Boys – Neil Gaiman
- Bad Monkeys – Matt Ruff
- Baisers de cinéma – Éric Fottorino
- Beast – Ally Kennen
- Begegnung in Samarra – John O’Hara
- Beutezeit – Jack Ketchum
- Dark Integers – Greg Egan
- Dein Name geht dir voraus – Maria Nurowska
- Diesseits des Van-Allen-Gürtels – Wolfgang Herrndorf
- Der dreizehnte Monat – David Mitchell
- Ehrensachen – Louis Begley
- Elantris – Brandon Sanderson
- Das Erlkönig-Manöver – Robert Löhr
- Falling Man – Don DeLillo
- Flucht zum Mars – Herbert W. Franke
- Das Geheimnis der Geister von Craggyford – Eva Ibbotson
- Geisterbrigaden – John Scalzi
- Gottlos – Karin Slaughter
- Grimpow. Das Geheimnis der Weisen – Rafael Ábalos
- Harry Potter und die Heiligtümer des Todes – Joanne K. Rowling
- Das Haus – House of Leaves – Mark Z. Danielewski
- Heimweg – Harald Martenstein
- Horus – Wolfgang Hohlbein
- Die Hunde und die Wölfe – Irène Némirovsky
- Im Garten des Vaters – Jan Siebelink
- Der Jakubiyān-Bau – Ala al-Aswani
- Der Junge im gestreiften Pyjama – John Boyne
- Kalte Asche – Simon Beckett
- Der Katalane – Noah Gordon
- Die Kathedrale des Meeres – Ildefonso Falcones
- Der Kaufmann am Portal des Alchemisten – Ted Chiang
- Das Kind von Noah – Éric-Emmanuel Schmitt
- Die Kluft – Doris Lessing
- Die Lage des Landes – Richard Ford
- Die Lügen des Locke Lamora – Scott Lynch
- Maestro – Peter Goldsworthy
- Der Mandant – Michael Connelly
- Der Marsch – E. L. Doctorow
- Mein Bruder Charlie – Michael Morpurgo
- Metro 2033 – Dmitri Gluchowski
- Millionär – Tommy Jaud
- Die Mittagsfrau – Julia Franck
- Mittelmäßiges Heimweh – Wilhelm Genazino
- Monster Blood Tattoo: Der Findling – D. M. Cornish
- Der Name der Welt – Denis Johnson
- Die Offenbarung – Robert Schneider
- Das Paradies der Assassinen – Peter Berling
- Pazifik Exil – Michael Lentz
- The Prefect – Alastair Reynolds
- Qual – Stephen King
- Räuberhände – Finn-Ole Heinrich
- Reaper’s Gale – Steven Erikson
- Rom intensiv – Feridun Zaimoglu
- Rummelplatz – Werner Bräunig
- Der Schachspieler – Friedrich Dürrenmatt (postum; erstmals in Buchform)
- Schattenfuchs – Sjón
- Schiedsrichter Fertig – Thomas Brussig
- Der Schrecksenmeister – Walter Moers
- Der silberne Jaguar – Hermann Schulz
- Slam – Nick Hornby
- Das Spiel der Könige – Rebecca Gablé
- Ein Stammbaum – Patrick Modiano
- Die Straße – Cormac McCarthy
- Die Stunde des Mörders – Stuart MacBride
- Das System – Karl Olsberg
- Der Todeskünstler – Cody McFadyen
- Touchdown – John Grisham
- Waffenwetter – Dietmar Dath
- Zwiegespräche mit Gott – Ahne

Sachliteratur
- A Basket of Leaves – 54 Essays von Geoff Wisner
- CIA: Die ganze Geschichte – Tim Weiner
- Goethes letzte Reise – biograf. Text von Sigrid Damm
- Jahrgang 1926/27 – Erinnerungen an die Jahre unter dem Hakenkreuz (Anthologie)
- Jazz im New York der wilden Zwanziger – Hans-Jürgen Schaal (Text) und Robert Nippoldt (Illustrationen)
- Die Linke – Reihe „Texte“ der Rosa-Luxemburg-Stiftung, Bd. 40
- Otto Normalabweicher. Der Aufstieg der Minderheiten – Jürgen Kaube
- Rufmord und Medienopfer – Hg.: Christian Schertz und Thomas Schuler
- Der Tod wird euch finden – Lawrence Wright
- Der unwissende Lehrmeister – Jacques Rancière

Drama
- Fegefeuer – Sofi Oksanen

Biografische Nachschlagewerke
- Das Kulturlexikon zum Dritten Reich – Ernst Klee
- Nürnberger Künstlerlexikon – Manfred H. Grieb (Herausgeber)

## Gestorben
- 01. Januar – Tillie Olsen, US-amerikanische Schriftstellerin und Essayistin (* 1912)
- 09. Januar – Klaus Poche, deutscher Schriftsteller, Drehbuchautor und Illustrator (* 1927)
- 11. Januar – Robert Anton Wilson, US-amerikanischer Schriftsteller (* 1932)
- 12. Januar – Jürg Federspiel, Schweizer Schriftsteller (* 1931)
- 17. Januar – Art Buchwald, US-amerikanischer Publizist und Humorist (* 1925)
- 24. Januar – Jean-François Deniau, französischer Politiker und Schriftsteller (* 1928)
- 24. Januar – Wolfgang Iser, deutscher Anglist und Literaturwissenschaftler (* 1926)
- 27. Januar – Charles L. Fontenay, amerikanischer Science-Fiction-Autor und Künstler (* 1917)
- 27. Januar – Iva Hercíková, tschechische Schriftstellerin und Dramaturgin (* 1935)
- 30. Januar – Sidney Sheldon, US-amerikanischer Schriftsteller und Drehbuchautor (* 1917)
- 06. Februar – Lee Hoffman, US-amerikanische Autorin von Science-Fiction- und Westernromanen (* 1932)
- 11. Februar – Marianne Fredriksson, schwedische Schriftstellerin und Journalistin (* 1927)
- 17. Februar – Jurga Ivanauskaitė, litauische Schriftstellerin (* 1961)
- 17. Februar – Jakov Lind, österreichisch-britischer Schriftsteller, Hörspielautor, Filmregisseur und Maler (* 1927)
- 22. Februar – Lothar-Günther Buchheim, deutscher Schriftsteller, Maler, Kunstsammler und Museumsgründer (* 1918)
- 25. Februar – Jytte Borberg, dänische Schriftstellerin (* 1917)
- 06. März – Jean Baudrillard, französischer Philosoph und Soziologe (* 1929)
- 29. März – Margarete Hannsmann, deutsche Schriftstellerin (* 1921)
- 31. März – Paul Watzlawick, österreichisch-US-amerikanischer Philosoph und Kommunikationswissenschaftler (* 1921)
- 09. April – Egon Bondy, tschechischer Dichter und Philosoph (* 1930)
- 11. April – Kurt Vonnegut, US-amerikanischer Schriftsteller (* 1922)
- 28. April – Carl Friedrich von Weizsäcker, deutscher Physiker, Philosoph und Friedensforscher (* 1912)
- 10. Mai – Herta Haas, deutsche Übersetzerin aus dem Englischen (* 1907)
- 19. Mai – Eva Forest, spanische Schriftstellerin und Verlegerin (* 1928)
- 19. Mai – Hans Wollschläger, deutscher Aufklärer, Schriftsteller, Biograf und Übersetzer (* 1935)
- 24. Mai – Wolfgang Bächler, deutscher Lyriker und Prosaist (* 1925)
- 02. Juni – Wolfgang Hilbig, deutscher Dichter und Schriftsteller (* 1941)
- 07. Juni – Michael Hamburger, deutsch-britischer Lyriker, Essayist, Literaturkritiker und Übersetzer (* 1924)
- 08. Juni – Bogomil Rainow, bulgarischer Schriftsteller (* 1919)
- 08. Juni – Richard Rorty, US-amerikanischer Philosoph und Komparatist (* 1931)
- 09. Juni – Rudolf Arnheim, deutsch-amerikanischer Medien- und Kunstwissenschaftler (* 1904)
- 09. Juni – Ousmane Sembène, senegalesischer Schriftsteller und Filmemacher (* 1923)
- 24. Juni – Ernst Federn, österreichischer Psychoanalytiker und Herausgeber (* 1914)
- 26. Juni – Luigi Meneghello, italienischer Schriftsteller (* 1922)
- 23. Juli – George Tabori, ungarisch-britischer Schriftsteller, Übersetzer, Dramatiker und Theaterregisseur (* 1914)
- 30. Juli – Ingmar Bergman, schwedischer Regisseur und Autor (* 1918)
- 30. Juli – Makoto Oda, japanischer Schriftsteller (* 1932)
- 04. August – Raul Hilberg, US-amerikanischer Historiker und Holocaustforscher (* 1926)
- 09. August – Ulrich Plenzdorf, deutscher Schriftsteller, Theater- und Filmautor (* 1934)
- 18. August – Magdalen Nabb, britische Krimi- und Kinderbuchautorin (* 1947)
- 22. August – Grace Paley, US-amerikanische Dichterin und Schriftstellerin (* 1922)
- 27. August – Alberto de Lacerda, portugiesischer Dichter (* 1928)
- 28. August – Francisco Umbral, spanischer Schriftsteller (* 1932)
- 30. August – José Luis de Vilallonga, spanischer Schauspieler und Autor (* 1920)
- 03. September – Mária Szepes, ungarische Schriftstellerin (* 1908)
- 06. September – Madeleine L’Engle, US-amerikanische Schriftstellerin (* 1918)
- 16. September – Robert Jordan, US-amerikanischer Schriftsteller (* 1948)
- 22. September – André Gorz, österreichisch-französischer Sozialphilosoph (* 1923)
- 01. Oktober – Marianne Fritz, österreichische Schriftstellerin (* 1948)
- 05. Oktober – Walter Kempowski, deutscher Schriftsteller (* 1929)
- 11. Oktober – Mehmed Uzun, kurdisch-türkischer Schriftsteller (* 1953)
- 13. Oktober – Pieter Bakker Schut, niederländischer Strafverteidiger und Autor (* 1941)
- 15. Oktober – Édouard Levé, französischer Schriftsteller und Fotograf (* 1965)
- 19. Oktober – Jan Wolkers, niederländischer Schriftsteller und bildender Künstler (* 1925)
- 04. November – Massimo Consoli, italienischer Historiker und Autor (* 1945)
- 04. November – Cyprian Ekwensi, nigerianischer Schriftsteller (* 1921)
- 10. November – Norman Mailer, US-amerikanischer Schriftsteller (* 1923)
- 12. November – Ira Levin, US-amerikanischer Schriftsteller und Dramatiker (* 1929)
- 19. November – Magda Szabó, ungarische Schriftstellerin (* 1917)
- 15. Dezember – Diane Middlebrook, US-amerikanische Biografin (* 1939)
- 17. Dezember – Celestino Piatti, Schweizer Grafiker und Buchgestalter (* 1922)
- 20. Dezember – Peer Hultberg, dänischer Schriftsteller, Slawist und Psychoanalytiker (* 1935)
- 22. Dezember – Julien Gracq, französischer Schriftsteller (* 1910)
- 27. Dezember – Jaan Kross, estnischer Schriftsteller (* 1920)

## Literaturpreise

### Deutsche Literaturpreise
- Adelbert-von-Chamisso-Preis: Magdalena Sadlon; Que Du Luu und Luo Lingyuan (Förderpreis)
- Berliner Literaturpreis: Ilija Trojanow
- Brüder-Grimm-Preis der Stadt Hanau: Björn Kern
- Carl-Zuckmayer-Medaille: Udo Lindenberg
- Clemens-Brentano-Preis: Clemens Meyer, Als wir träumten
- Deutscher Buchpreis: Julia Franck, Die Mittagsfrau
- Deutscher Science Fiction Preis: Ulrike Nolte: Die fünf Seelen des Ahnen
- Ernst-Toller-Preis: Günter Grass
- Friedrich-Gundolf-Preis: Nora Iuga
- Georg-Büchner-Preis: Martin Mosebach
- Heinrich-Mann-Preis: Karl Heinz Bohrer
- Hubert-Burda-Preis für junge Lyrik: Nikola Madzirov, Halina Petrosanjak und Eugeniusz Tkaczyszyn-Dycki
- Jakob-Wassermann-Preis: Robert Schindel
- Johann-Gottfried-Seume-Literaturpreis: Andreas Reimann, ... und Rotwein rauscht an meiner Seele Süden
- Johann-Heinrich-Voß-Preis für Übersetzung: Stefan Weidner
- Joseph-Breitbach-Preis: F. C. Delius
- Leonce-und-Lena-Preis: Christian Schloyer
- Kasseler Literaturpreis: F. W. Bernstein; Philipp Tingler (Förderpreis)
- Kleist-Preis: Wilhelm Genazino
- Mainzer Stadtschreiber: Ilija Trojanow
- Mara-Cassens-Preis: Larissa Boehning
- Peter-Huchel-Preis: Oswald Egger, Tag und Nacht sind zwei Jahre
- Preis der Leipziger Buchmesse:
  - Ingo Schulze (Belletristik)
  - Saul Friedländer (Sachbuch/Essayistik)
  - Swetlana Geier (Übersetzung)
- Preis der Literaturhäuser: Sibylle Lewitscharoff
- Preis der SWR-Bestenliste: Hans Joachim Schädlich

### Internationale Literaturpreise
- Hugo Award

- Vernor Vinge, Rainbows End, Kategorie: Bester Roman
- Robert Reed, A Billion Eves, Kategorie: Bester Kurzroman
- Ian McDonald, The Djinn's Wife, Kategorie: Beste Erzählung
- Tim Pratt, Impossible Dreams, Kategorie: Beste Kurzgeschichte

- Kurd-Laßwitz-Preis

- Herbert W. Franke, Auf der Spur des Engels, Kategorie: Bester Roman
- Marcus Hammerschmitt, Canea Null, Kategorie: Beste Kurzgeschichte/Erzählung
- Robert Charles Wilson, Spin, Spin, Kategorie: Bestes ausländisches Werk
- Volker Oldenburg, Kategorie: Bester Übersetzer
- Christian Pree für seine Bibliographie deutschsprachiger Science-Fiction-Stories und Bücher, die zur nicht-kommerziellen Verwendung im Internet zur Verfügung steht, Sonderpreis

- Locus Award

- Vernor Vinge, Rainbows End, Kategorie: Bester SF-Roman
- Ellen Kushner, The Privilege of the Sword, Die Dienerin des Schwertes, Kategorie: Bester Fantasy-Roman
- Terry Pratchett, Wintersmith, Der Winterschmied, Kategorie: Bestes Jugendbuch
- Naomi Novik, Temeraire: His Majesty's Dragon/Throne of Jade/Black Powder, Drachenbrut/Drachenprinz/Drachenzorn, Kategorie: Bester Erstlingsroman
- Charles Stross, Missile Gap, Kategorie: Bester Kurzroman
- Cory Doctorow, When Sysadmins Ruled the Earth, Kategorie: Beste Erzählung
- Neil Gaiman, How to Talk to Girls at Parties, Kategorie: Beste Kurzgeschichte
- Neil Gaiman, Fragile Things, Kategorie: Beste Sammlung
- Gardner Dozois, The Year's Best Science Fiction: Twenty-Third Annual Collection, Kategorie: Beste Anthologie

- Nebula Award

- Michael Chabon, The Yiddish Policemen's Union, Die Vereinigung jiddischer Polizisten, Kategorie: Bester Roman
- Nancy Kress, Fountain of Age, Kategorie: Bester Kurzroman
- Ted Chiang, The Merchant and the Alchemist's Gate, Der Kaufmann am Portal des Alchemisten, Kategorie: Beste Erzählung
- Karen Joy Fowler, Always, Kategorie: Beste Kurzgeschichte
- Guillermo del Toro, Pan's Labyrinth, Pans Labyrinth, Kategorie: Bestes Drehbuch

- Philip K. Dick Award

- M. John Harrison, Nova Swing, Nova

- Antonio-Feltrinelli-Preis: Luigi Meneghello
- Cervantespreis: Juan Gelman
- Danuta Gleed Literary Award: Nathan Sellyn, Indigenous Beasts
- David Cohen Prize: Derek Mahon
- Erich-Fried-Preis: Peter Waterhouse
- Ethel Wilson Fiction Prize: Carol Windley, Home Schooling
- Finlandia-Preis: Hannu Väisänen, Toiset kengät
- Ingeborg-Bachmann-Preis: Lutz Seiler
- International IMPAC Dublin Literary Award: Pferde stehlen von Per Petterson
- Lieutenant Governor’s Award for Literary Excellence: Patrick Lane
- Man Booker International Prize: Chinua Achebe
- Man Booker Prize for Fiction: Anne Enright für The Gathering
- Newbery Medal: Susan Patron, The Higher Power of Lucky
- Nobelpreis für Literatur: Doris Lessing
- Österreichischer Staatspreis für Europäische Literatur: A. L. Kennedy
- Prinz-von-Asturien-Preis für Literatur: Amos Oz
- Prix Femina Étranger: Edward St Aubyn, Le goût de la mère
- Prix Goncourt: Gilles Leroy, Alabama Song
- Pulitzer-Preis:
  - Roman: The Road von Cormac McCarthy
  - Sachbuch: The Looming Tower: Al-Qaeda and the Road to 9/11 von Lawrence Wright
- Rauriser Literaturpreis: Steffen Popp, Ohrenberg oder der Weg dorthin, Robert Kleindienst (Förderpreis)
- Riverton-Preis: Jørgen Gunnerud, Høstjakt
- Scotiabank Giller Prize: Elizabeth Hay, Late Nights on Air
- Trillium Book Award: Barbara Gowdy, Helpless

## Verwandte Preise
- Friedenspreis des Deutschen Buchhandels: Saul Friedländer
- Goethe-Medaille: Dezső Tandori